# ایمره کمچی
ایمره کِمِچِی (مجاری: Kemecsey Imre؛ زادهٔ ۱۱ فوریهٔ ۱۹۴۱) قایقران کایاک اهل مجارستان است.